# Косаку Аруга
Косаку Аруга (яп. 有賀幸作; 21 серпня 1897, Тацуно — 7 квітня 1945, Кюсю) — японський військово-морський офіцер, віцеадмірал. Останній командир флагмана Імперського флоту Японії «Ямато». Загинув разом із кораблем в останньому поході до Окінава.

## Біографія
В 1917 році закінчив 45-й клас японської імператорської морської академії, посівши 58 місце з 89 курсантів. Служив на крейсері «Івате» (1917) та лінкорі «Хюга» (1918). В 1918/19 роках пройшов базові курси артилерійського та торпедного озброєння. З 1919 по листопад 1922 року служив на ряді есмінців: «Мінацукі», «Ненохі», «Акебоно», «Аоі» і «Хацухару». З листопада 1922 по листопад 1923 року служив на лінкорі «Нагато». В 1923 році пройшов просунуті курси торпедного озброєння. В 1924/27 роках служив головним торпедним офіцером на есмінцях «Акікадзе» та «Кікудзукі», в 1927/28 роках — на легкому крейсері «Нака», в 1928/29 роках — «Кісо». 
В листопаді 1929 року Аруга став командиром есмінця «Югао». В 1930/34 роках командував есмінцями «Фуйо», «Тачікадзе», «Акакадзе», «Мацукадзе» та «Інадзума». В 1935/37 роках служив у штабі на базі ВМФ в Кореї. В грудні 1937 року знову вийшов у море як виконавчий офіцер крейсера «Сендай». В 1938/39 роках командував 1-м, в 1939/41 роках — 11-м дивізіоном есмінців.

### Друга світова війна
З червня 1941 року Аруга командував 4-м дивізіоном есмінців, який брав участь у битвах біля атола Мідвей і в біля східних Соломонових островів. У ході битви за Мідвей Аруга знаходився на борту свого флагмана «Арасі». Есмінцем було підібрано збитого американського льотчика — торпедоносця з авіаносця USS Yorktown енсіна Веслі Ф. Осмуса. Його допитали, отримавши важливі відомості про склад авіаносної групи американців, а потім стратили.
В лютому 1943 року проходив перепідготовку і потім у березні 1943 року був переведений командиром на важкий крейсер «Чокай». В червні 1944 року, через малярію був переведений в Японію. Там Аруга служив головним інструктором у Торпедній школі до листопада цього року, а потім був переведений в штаб 2-го флоту.

### Останній похід і загибель
25 листопада 1944 року призначений командиром лінкора «Ямато». Лінкор перебував на ремонті і принагідно проходив модернізацію, яка закінчилася в січні 1945 року і виявилася для нього останньою. У квітні 1945 року, в рамках операції Тен-Го, «Ямато» був призначений на самогубну місію проти американських сил у битві за Окінаву. Вранці 6 квітня 1945 року з'єднання японських кораблів вийшло море.
На світанку 7 квітня адмірал Спруенс надіслав 40 літаків на пошук японських кораблів. О 8.22 їх було виявлено. Коли японці підійшли на відстані 445 км від Окінава, з авіаносців 58-го оперативного сполучення стартували 380 літаків з метою їхнього знищення.
О 12:10 до ескадри наблизилися 200 літаків. О 12:40 в результаті атаки 2 бомби впали поблизу головної щогли лінкора«Ямато», а в лівий борт корабля вдарила торпеда, випущена з літака. Серйозно пошкоджений лінкор знизив швидкість до 18 вузлів, проте зберігав боєздатність.
Аруга, як і раніше, тримав курс на Окінаву. В цей час віцеадмірал Іто (командувач з'єднанням, перебував на «Ямато») видав наказ, щоб усі кораблі збільшили швидкість і частіше змінювали напрямок, що дозволило б ухилятися від бомб, ракетних снарядів та торпед, і водночас розпорядився вести вогонь по літаках супротивника осколковими снарядами, включаючи гармати великих калібрів.
О 13.35 чергова хвиля із 150 літаків пікірувала на японські кораблі. До лівого борту лінкора потрапили п'ята і шоста торпеди, ще 7 бомб вибухнули на його середній палубі. Загинула половина розрахунків зенітних гармат. Швидкість корабля знизилася до 9 вузлів. До машинного відділення почала надходити вода. Коли о 14:00 восьма торпеда потрапила в правий борт корабля, капітан Аруга наказав йти «Ямато» на північ. За японською традицією померлу людину завжди кладуть головою на північ — Аруга хотів зробити те саме з серйозно пошкодженим кораблем. Однак через вихід з ладу пристрою керування виконати це не вдалося. Незабаром прийшла четверта хвиля літаків. Три наступні торпеди пробили корпус лінкора. Нахил корабля збільшився до 18°, а швидкість впала до 7 вузлів. Відбувся вибух 1700 снарядів важких гармат вежі №1.
Вийшли з ладу всі засоби зовнішнього та внутрішнього зв'язку, а також кермовий пристрій. Баштоподібна надбудова була розстріляна кулеметним вогнем з американських літаків: втрати персоналу в надбудові були дуже великими. У центрі цього пекла на стільці продовжував безмовно сидіти командувач з'єднанням віцеадмірал Іто. Він не вимовив жодного слова з початку атаки, надавши повну свободу дій командиру корабля. Капітан 1-го рангу Джиро Номура, старший помічник командира лінкора, о 14.05 переконався, що крен корабля вирівняти неможливо, про що доповів командиру. Після цього віцеадмірал Іто, який весь бій перебував на містку, оголосив операцію закінченою і наказав залишити корабель. Есмінцю «Фуюцукі» було наказано підійти до борту та допомогти в евакуації екіпажу. О 14:15 дванадцята торпеда вдарила в лівий борт. Нахил корабля досяг 30°. Оскільки лінкор тонув швидше, ніж до нього підходив есмінець, то командир «Фуюцукі» капітан 2-го рангу Хідечіка Сакума тримався на дистанції, побоюючись, що його корабель затягне у вир. На IJN «Ямато» залишилися віцеадмірал Іто, капітан Аруга, його заступник Номура та начальник штабу Морісіта. Адмірал Іто обмінявся рукостисканнями з офіцерами на містку і пішов у свою каюту, щоб померти разом із кораблем. Капітан Аруга прив'язав себе до нактоуза на містку, щоб розділити долю корабля. Морісіта люто сперечався з іншими офіцерами, які хотіли наслідувати прикладу свого командира. Йому вдалося їх переконати, і вони разом пішли з містка. Портрети імператора та імператриці були зняті зі стін і кинуті на воду, щоб вони не потонули разом із кораблем. Корабель уже валився на лівий борт, коли о 14:17 до нього потрапила остання торпеда. Через 3 хвилини стався вибух, який відправив лінкор на дно. Цей вибух урятував Морісіту, скинувши його в море.
Аруга не залишив свій корабель і загинув разом з ним. Посмертно йому було надано звання віцеадмірала (перескочивши через звання контрадмірала, хоча ряд джерел стверджує, що лінкором він командував вже в званні контрадмірала).

## Звання
| Дата              | Звання             | Звання японською мовою                |
| ----------------- | ------------------ | ------------------------------------- |
| 24 листопада 1917 | Мічман             | 海軍少尉候補生 (Kaigun Shōi-Kouhosei) |
| 1 серпня 1918     | Лейтенант          | 海軍少尉 (Kaigun Shōi)                |
| 1 грудня 1920     | Старший лейтенант  | 海軍中尉 (Kaigun Chūi)                |
| 1 грудня 1923     | Капітан-лейтенант  | 海軍大尉 (Kaigun Taii)                |
| 30 листопада 1929 | Капітан 3-го рангу | 海軍少佐 (Kaigun Shōsa)               |
| 15 листопада 1935 | Капітан 2-го рангу | 海軍中佐 (Kaigun Chūsa)               |
| 15 листопада 1940 | Капітан 1-го рангу | 海軍大佐 (Kaigun Daisa)               |
| 7 квітня 1945     | Віцеадмірал        | 海軍中将 (Kaigun Chūjō)               |

## Нагороди
- Орден Священного скарбу 3-го класу[2]